# Bayly-Gletscher
Der Bayly-Gletscher ist ein Gletscher an der Danco-Küste des Grahamlands im Norden der Antarktischen Halbinsel. Er fließt dort in nördlicher Richtung zum Kopfende der Bancroft Bay, das er westlich des Harris Peak erreicht.
Der Falkland Islands Dependencies Survey kartierte ihn anhand von Luftaufnahmen der Hunting Aerosurveys Ltd. aus den Jahren von 1956 bis 1957. Das UK Antarctic Place-Names Committee benannte ihn 1960 nach dem britischen Geologen Maurice Brian Bayly (* 1929), der für den Survey 1956 auf der Station auf Danco Island tätig war und im Februar 1957 eine Aufstiegsroute von der Reclus-Halbinsel auf das Inlandsplateau erkundete.